# 日月峡镇
日月峡镇是中华人民共和国黑龙江省伊春市铁力市下辖的一个镇。
2018年，铁力市政府提出申请增设日月峡镇，经伊春市政府同意，上报了省政府。2019年4月，黑龙江省政府召开了行政区划调整专题会议，对铁力市增设日月峡镇进行了审议。5月10日，省厅下发了《黑龙江省民政厅关于对伊春市铁力市设立日月峡镇的批复》（黑民函〔2019〕44号），经省政府批准，同意铁力市设立日月峡镇。

## 行政区划
日月峡镇下辖以下村级行政区划单位：
卫东林场中心社区和马永顺林场中心社区。

## 国家森林公园
- 日月峡国家森林公园：地处小兴安岭南麓，呼兰河上游，黑龙江省铁力林业局马永顺林场内，占地面积29 708公顷。